# Лаосский ат
Ат (лаос. ອັດ) — разменная денежная единица Лаоса, 1/100 лаосского кипа с 5 мая 1955 года. В виде монет номиналом в 10, 20 и 50 атов выпущена в обращение в 1980 году. В настоящее время в обращении не участвуют из-за незначительной стоимости.

## Монеты[1]
| Изображение | Изображение | Номинал | Металл   | Гурт     | Диаметр (мм) | Вес (г) | Толщина (мм) | Аверс | Реверс | Монетный двор | Год  |
| ----------- | ----------- | ------- | -------- | -------- | ------------ | ------- | ------------ | --- | --- | ------------- | ---- |
|             |             | 10 атов | Алюминий | Рифлёный | 21,00        | 1,20    | 1,7          | Изображение герба ЛНДР (образца 1975 года), название государства на лаос. ສາທາລະນະລັດ ປະຊາທິປະໄຕ ປະຊາຊົນລາວ | Сверху — номинал цифрами и прописью на лаосском языке. Внизу — изображение женщины, держащей снопы. По бокам — рисовые стебли.            | Берлин        | 1980 |
|             |             | 20 атов | Алюминий | Рифлёный | 23,00        | 1,55    | 1,8          | Изображение герба ЛНДР (образца 1975 года), название государства на лаос. ສາທາລະນະລັດ ປະຊາທິປະໄຕ ປະຊາຊົນລາວ | Сверху — Номинал цифрами и прописью на лаосском языке. Внизу — крестьянин за работой в поле. По бокам — элементы национального орнамента. | Берлин        | 1980 |
|             |             | 50 атов | Алюминий | Рифлёный | 26,00        | 2,50    | 1,95         | Изображение герба ЛНДР (образца 1975 года), название государства на лаос. ສາທາລະນະລັດ ປະຊາທິປະໄຕ ປະຊາຊົນລາວ | Сверху — Номинал цифрами и прописью на лаосском языке. Внизу — рыба. По бокам — пальмы.                                                   | Берлин        | 1980 |